# Accident d'un Mil Mi-8 de la Helicópteros del Pacífico à Loreto
 (mars 2020).
Si vous disposez d'ouvrages ou d'articles de référence ou si vous connaissez des sites web de qualité traitant du thème abordé ici, merci de compléter l'article en donnant les références utiles à sa vérifiabilité et en les liant à la section « Notes et références ».
L'accident d'un Mil Mi-8 de la Helicópteros del Pacífico à Loreto est survenu le 7 avril 2013 lorsqu'un hélicoptère Mil Mi-8 exploité par Helicópteros del Pacífico s'est rompu en vol et s'est écrasé dans la région de Perenco, près de la rivière Curaray , dans la région de Loreto au Pérou. Il était en provenance d'Iquitos et se rendait à Perenco. Les 13 personnes à bord, 9 passagers péruviens dont certains travaillaient à Perenco et d'autres étaient entrepreneurs et 4 membres d’équipage, sont mortes.

## Enquête
L'enquête sur l'accident menée par la Commission péruvienne d'enquête sur les accidents de l'aviation a établi que pendant que l'hélicoptère volait à une altitude de 700 mètres, un filet à bagages mal placé dans un compartiment arrière du fuselage s'est emmêlés avec l'arbre de transmission et les câbles de commande du rotor de queue, ce qui a provoqué la rupture des câbles et a entraîné une perte totale du contrôle directionnel.
L'équipage a ensuite tenté un atterrissage d'urgence en effectuant une autorotation, mais le contrôle excessif du pilote lors de l'arrondi au-dessus d'un terrain densément boisé a probablement entraîné les pales du rotor principal à heurter la poutre de queue, la séparant du fuselage. L'appareil hors de contrôle s'est ensuite écrasé au sol.